# Dick Bell
Richard „Dick“ Bell (* 4. September 1915 in Greenock; † 23. November 1962) war ein schottischer Fußballspieler.

## Karriere
Bell war in Schottland für die Dawdon Juniors und die Port Glasgow Athletic Juniors aktiv, bevor er im Juni 1935 nach England zum AFC Sunderland wechselte. Dort dauerte es fast zwei Jahre, bevor er am 24. April 1937 bei einem Auswärtsspiel gegen Leeds United zu seinem Pflichtspieldebüt in der Football League First Division kam. Eigentlich Halbstürmer, wurde er bei der 0:3-Niederlage in der Stürmerreihe an der Seite von Len Duns, Raich Carter, Bobby Gurney und Patsy Gallacher als Linksaußen aufgeboten. Aufgrund des eine Woche später stattfindenden FA-Cup-Finales, in dem Sunderland letztlich Preston North End mit 3:1 schlug, schonte Trainer Johnny Cochrane Stammspieler Eddie Burbanks. Dies blieb zugleich Bells einziger Pflichtspieleinsatz für Sunderland, in der Saisonpause wechselte er zum Zweitdivisionär West Ham United. Auch dort musste er fast zwei Jahre auf sein Debüt warten, am 15. April 1939 steuerte er einen Treffer zum 2:1-Heimerfolg gegen West Bromwich Albion bei.
Auch bei West Ham reichte es zu keinem weiteren Einsatz, mit dem Herannahen des Zweiten Weltkriegs trat Bell, wie auch zahlreiche weitere West-Ham-Spieler, im April 1939 dem Essex Regiment der Territorial Army bei und diente später in der Royal Artillery. In den kriegsbedingten Fußball-Ersatzwettbewerben absolvierte Bell in der Saison 1940/41 jeweils eine Partie für Southend United und Clapton Orient.